# تيم فرايداي
تيم فرايداي (بالإنجليزية: Tim Friday)‏ هو لاعب هوكي الجليد أمريكي، ولد في 5 مارس 1961 في بربانك في الولايات المتحدة.

## وصلات خارجية
- تيم فرايداي على موقع دوري الهوكي الوطني (الإنجليزية)
- تيم فرايداي على موقع EliteProspects.com (الإنجليزية)
- تيم فرايداي على موقع HockeyDB.com (الإنجليزية)
- تيم فرايداي على موقع Hockey-Reference.com (الإنجليزية)